# Makenzie Leigh
Makenzie Leigh (ur. 8 sierpnia 1990 w Dallas) – amerykańska aktorka, która wystąpiła m.in. w serialach Incydent, Gotham i Mozart in the Jungle.

## Filmografia

### Filmy
| Rok  | Tytuł                           | Rola         | Uwagi                          |
| ---- | ------------------------------- | ------------ | ------------------------------ |
| 2012 | Girls Against Boys              | Crying Girl  |                                |
| 2015 | James White                     | Jayne        |                                |
| 2016 | Billy Lynn's Long Halftime Walk | Faison Zorn  |                                |
| 2018 | The Vanishing Princess          | The Princess | też reżys., koprod., i scenar. |
| 2019 | Light Years                     | Em           |                                |
| 2019 | Asystentka                      | Ruby         |                                |

### Telewizja
| Rok       | Tytuł                              | Rola            | Uwagi                  |
| --------- | ---------------------------------- | --------------- | ---------------------- |
| 2011      | Prawo i porządek: sekcja specjalna | Lana Mills      | 1 odc.                 |
| 2013      | Deception                          | młoda Vivian    | 3 odc.                 |
| 2013      | Żona idealna                       | Rainey Selwin   | 1 odc.                 |
| 2013      | Unforgettable: Zapisane w pamięci  | Celine Emminger | 2 odc.                 |
| 2014-2015 | Gotham                             | Liza            | 7 odc.                 |
| 2014      | Mozart in the Jungle               | Addison         | 2 odc.                 |
| 2015      | Incydent                           | Connie          | w gł. obsadzie, 8 odc. |
| 2015      | The Knick                          | Amy O'Connor    | 2 odc.                 |
| 2019      | The Code                           | Ella Stein      | 1 odc.                 |